# Осада Пафнутьево-Боровского монастыря
Осада Пафнутьево-Боровского монастыря — событие Смутного времени. Войско Лжедмитрия II и Яна Петра Сапеги в результате осады в июле 1610 года взяло Пафнутьево-Боровский монастырь, обороняемый гарнизоном во главе с воеводой Михаилом Волконским. Монастырь был разграблен, в нём было убито несколько тысяч человек.

## Ход событий
После поражения войска Василия Шуйского в битве при Клушине находившийся в Калуге Лжедмитрий II получил сообщения из Москвы, что народ хочет перейти под его власть, в результате чего 30 июня (10 июля) 1610 выступил с войском Сапеги на столицу. Оно состояло из 1000 казаков, 2400 пятигорцев (литовской конницы, вооруженной по «черкесскому» образцу и 1600 польских гусар).
На пути Лжедмитрия II был Боровск, куда Василий Шуйский накануне прислал отряд из 600 стрельцов. Войско самозванца взяло Боровск в осаду. Однако из-за ветхости деревянного Боровского кремля воевода Волконский с гарнизоном перешёл в каменный Пафнутьево-Боровский монастырь. Вместе с воинами и монахами в монастыре было множество жителей и окрестных крестьян, искавших защиту за стенами обители.
Войско под командованием гетмана Сапеги не смогло взять монастырь с ходу. Защитниками было отражено три штурма. Однако 5 (15) июля 1610 ворота входной башни были неожиданно открыты. Традиционно считается, что имела место измена двух воевод — Якова Змеева и Афанасия Челищева. По данным некоторых польских источников, ворота были открыты, чтобы впустить в монастырь гибнущих перед его стенами боровчан. Им не хватило места в обители и они укрылись за близлежащим палисадом. Не преуспев во взятии монастыря, поляки штурмовали палисад и начали сечь людей, спровоцировав их на попытку проникнуть в монастырь. Однако открытые толпе спасающихся ворота уже не могли быть закрыты.
Противник оказался в стенах монастыря. Сапега бросил в бой все свои силы и через некоторое время лишь собор остался оплотом защитников обители. Когда воины Сапеги ворвались в церковь, раненый Михаил Волконский погиб в бою у левого клироса. Моныстырь был разграблен и сожжён. По польским сведениям, погибло четыре тысячи русских — стрельцов, крестьян и монахов. Согласно данным «Нового летописца» погибло 12 тысяч человек. Среди погибших был Иоасаф Боровский, бывший архимандрит Троице-Сергиева монастыря и вдохновитель шестнадцатимесячной Троицкой обороны. При грабеже и бесчинствах была разломана рака Пафнутия Боровского.